# 克里斯托弗·贝茨
克里斯托弗·贝茨（英語：Christopher Bates，20世纪—），英国男子赛艇运动员。他曾代表英国参加世界赛艇锦标赛，获得三枚金牌、四枚银牌和二枚铜牌。他也曾参加1986年英联邦运动会。